# Хуан Прієто де Орельяна
Хуан Прієто де Орельяна (ісп. Juan Prieto de Orellana) — представник іспанської корони в Новому Королівстві Гранада (сучасна Колумбія).
Як і його попередник формально не був ані президентом Королівської авдієнсії, ані капітан-генералом Нового Королівства Гранада. Він обіймав посаду представника іспанської корони (ісп. visitador) в Санта-Фе.